# Sybil (téléfilm, 2007)
Pour les articles homonymes, voir Sybil.

Sybil est un téléfilm américain réalisé en 2007 par Joseph Sargent.

## Synopsis
Le film est basé sur le livre Sybil de Flora Rheta Schreiber paru en 1973. Sybil Dorsett est une jeune femme diplômée qui souffre d'étranges absences et demande de l'aide à une psychiatre : le Dr Cornelia Wilbur. On suit la longue psychothérapie de Sybil, au cours de laquelle la thérapeute va mettre en évidence un trouble de la personnalité multiple, en l'occurrence, chez Sybil, ce sont dix-sept personnalités différentes qui prennent le contrôle d'elle-même. Certaines sont psychotiques et veulent la tuer. Ces troubles sont liés à des abus sexuels durant l'enfance. La thérapie va mener à la réintégration progressive de ces personnalités en une seule.

## Fiche technique
- Titre : Sybil
- Réalisation : Joseph Sargent
- Scénario : Flora Rheta Schreiber (livre) et John Pielmeier (en) (adaptation)
- Production :
- Sociétés de production :
- Budget :
- Musique :
- Photographie :
- Montage :
- Décors :
- Costumes :
- Pays d'origine : États-Unis
- Format :
- Genre : Dramatique
- Durée : 198 minutes
- Dates de sortie : 7 juin 2008

## Autour du film
- Ce film est un remake du film de 1976 Sybil.